# Anton Valentin Toman
Anton Valentin Toman, slovenski učitelj in politik, * 16. november 1802, Vipava, † 24. april 1855, Gorica.

## Življenje in delo
Anton Valentin Toman, tudi Thomann je bil dolga leta učitelj v Kanalu ob Soči. Že takrat se je ukvarjal z vzgojo slušno prizadetih otrok. Pri vzgoji gluhonemih je dosegel velike uspehe in pripomogel, da je v Gorici 22. aprila 1840 začela delovati šola za gluhoneme. Strokovno se je izpopolnjeval na Dunaju. Še preden je leta 1849 postal profesor na goriški gimnaziji je poučeval slušno prizadete na goriški šoli za gluhoneme. Na tej šoli je bil učitelj od leta 1843 do 1854. Prislužil si je javno priznanje Kmetijsko in rokodelskih novic, ker je otroke vzpodbujal k učenju slovenščine. V politično življenje je vstopil leta 1862, ko je bil že od nastanka goriške čitalnice njen odbornik. Konec leta 1870 pa je postal predsednik italijansko-slovenske Katoliške družbe (Circolo Cattolico per il Goriziano), katero je v Gorici ustanovil odvetnik Carlo Doliac, ki pa na javno življenje ni imela posebnega vpliva.